# Nana (artista)
Im Jin-ah (em coreano: hangul: 임진아; hanja: 林珍兒; romaniz.: Romanização revisada: Im Jin-a; McCune-Reischauer: Lim Chin-a; nascida em Cheongju, Chungcheong do Norte, Coreia do Sul, em 14 de setembro de 1991), mais frequentemente creditada na carreira musical por seu nome artístico Nana (em coreano: hangul: 나나; hanja: 娜娜; romaniz.: Romanização revisada e McCune-Reischauer: Nana), é uma cantora e atriz sul-coreana. Realizou sua estreia no cenário musical em novembro de 2009 como membro do grupo feminino After School. Iniciou sua carreira de atriz através de uma participação na série de televisão High Kick.

## Biografia

### Infância e adolescência
Nana nasceu em 14 de setembro de 1991. Formou-se na Ochang High School, em Cheongju., e foi uma das participantes do concurso Asia Pacific Super Model em 2009. Nana também faz parte de uma associação de maquiadores, sendo também licenciada na profissão.

## Carreira
Em novembro de 2009, Nana fez sua estreia no girl group After School, junto com Raina, fazendo parte da terceira geração do grupo que tem um conceito rotativo. Junto á sua entrada no grupo, foi lançado o EP Because Of You. Em junho de 2010, a Pledis Entertainment anuncia a nova sub-unit do After School, Orange Caramel, tendo como integrantes, Nana, Raina e Lizzy.
Em junho de 2011, Nana foi escolhida pelos fãs para fazer parte da sub-unit especial do After School, chamada A.S. Red, com as integrantes Kahi, JungAh e Uee, lançando o single "In The Night Sky". Em setembro de 2011, foi escolhida como a modelo principal do desfile de moda Tokyo Girls Collection.
Em março de 2012, Nana novamente desfilou para a Tokyo Girls Collection, divulgando a linha S/S 2012. Ela também foi modelo para a premiação japonesa Girls' Award e Park Yoon-yoo's Seoul Fashion Walk S/S 2012. Em junho de 2012, After School lançou seu quinto maxi-single Flashback. Em dezembro do mesmo ano, performou no Gayo Daejun da SBS, junto ás cantoras Hyolin (Sistar), Hyuna (ex-4Minute), Hyoseong (Secret) e Nicole (ex-KARA) formando o super grupo especial Dazzling Red, com a música "This Person". Nana também tornou-se modelo da maior marca de produtos diet da Coreia, Juvis. Ela também tornou-se modelo permanente do desfile de moda da TV japonesa, Tokio Brandnew Girls.
Em abril de 2013, Nana colaborou com Electroboyz em seu single "Ma Boy 3". Em dezembro de 2013, Nana ficou em segundo lugar lista dos 100 rostos mais bonitos do mundo em 2013. Em 2014, alcançou a primeira posição do ranking e mantendo-se no ano de 2015.

### 2014-presente:Roommatee carreira de atriz
Em março de 2014, foi anunciado que Nana seria membro do novo programa de variedades da SBS, Roommate. O reality mostra o dia a dia de 11 celebridades vivendo em uma casa. Em abril, Nana tornou-se apresentadora da segunda temporada do programa Style Log da OnStyle, junto com Hong Jong-hyun e Cho Min-ho. Em agosto de 2014, participou do reality show chinês, Muse Dress. Neste último, Nana foi elogiada pelos juízes por seu senso de estilo, tornou-se vice campeã da competição. A segunda temporada de Roommate, teve início em 21 de setembro, onde Nana foi uma das membros que continuaram no elenco, até o episódio 26, onde o programa foi cancelado devido a baixa audiência. Fez uma participação especial no filme coreano Fashion King, que foi lançado em 6 de novembro de 2014. Em novembro de 2014, Nana foi escalada para atuar no drama chinês, Love Weaves Through A Millennium, um remake do drama coreano, Queen In-hyun's Man. O drama foi ao ar em fevereiro de 2015, no canal Hunan TV na China.
Em abril de 2015, Nana desfilou no Girls Award S/S 2015 Fashion Show em Tóquio. Em junho, Nana fez parte do elenco da comédia romântica chinesa Go Go Lala 2. Em outubro, Nana desfilou novamente para o Girls Award, com a coleção A/W 2015.
Em fevereiro de 2016, Nana juntou-se ao elenco de Real Men, na temporada especial para mulheres. No final do ano, foi escalada para um papel de apoio no drama The Good Wife, o drama é um remake da série americana de mesmo nome. A série começou a ser exibida na tvN em julho de 2016. Nana recebeu críticas positivas por seu papel como Kim Dan.

## Vida pessoal
Atualmente Nana está estudando no Seoul Institute of the Arts (em português: Instituto de Artes de Seul), formalmente conhecido como Seoul Art College (em português: Colégio de artes de Seul), onde também tem como alunas Fei integrante do girl group Miss A e também Jia, cantora chinesa e ex-membro do Miss A.

## Comerciais
Em 2014, Nana tornou-se modelo para a DHC Coreia. Seu contrato com a empresa foi renovado em abril de 2016. Ela também tornou-se modelo para a Skechers, FOSSIL, Alton Sports Bike com o ator Hong Jong-hyun e Baskin Robbins e Tving com o Orange Caramel. Também foi escolhida como modelo para Cordajour no Japão.
Em 2015, Nana tornou-se modelo para Xtep Sports e Kafellon na China. Ela também possui contrato com o jogo para smartphones OST Chronicle, Miero Fiber, Mad for Garlic, Memebox, GLAMM, Waterpark Ocean World (com o ator Lee Kwang-soo) e a marca de moda Bcuz com a também membro do After School, Lizzy.

## Discografia

### Solos
| Ano  | Título                       | Álbum                       |
| ---- | ---------------------------- | --------------------------- |
| 2011 | "Close Your Eyes"            | Shanghai Romance & Lipstick |
| 2012 | "Eyeline"                    | Flashback                   |
| 2013 | "Sleeping Forest (眠れる森)" | Orange Caramel              |

### Participações
| Ano  | Título          | Artista(s)   | Álbum                   | Notas    |
| ---- | --------------- | ------------ | ----------------------- | -------- |
| 2012 | "This Person"   | Dazzling Red | Charity single          |          |
| 2013 | "Ma Boy 3"      | Electroboyz  | In Love                 |          |
| 2013 | "Just A Moment" | Hello Venus  | Would You Stay For Tea? | Narração |

## Filmografia

### Filmes
| Ano  | Título                         | Papel        | Notas    |
| ---- | ------------------------------ | ------------ | -------- |
| 2011 | White: The Melody of the Curse | Ela mesma    | Aparição |
| 2014 | Fashion King                   | Kim Hae-na   | Aparição |
| 2015 | Go Lala Go 2                   | Sha Dangdang |          |

### Dramas
| Ano       | Título                                          | Papel                   | Emissora         |
| --------- | ----------------------------------------------- | ----------------------- | ---------------- |
| 2006–2007 | High Kick!                                      | Aparição no episódio 64 | MBC              |
| 2015      | Love Weaves Through A Millennium (相愛穿梭千年) | Jo Nana                 | Hunan Television |
| 2016      | The Good Wife                                   | Kim Dan                 | tvN              |

### Programas de variedades
| Ano  | Título                        | Emissora    | Papel          | Notas                              |
| ---- | ----------------------------- | ----------- | -------------- | ---------------------------------- |
| 2010 | 1000 Song Challenge           | SBS         | Convidada      | Com Kim Jungah                     |
| 2010 | Playgirlz School              | MBC         | Membro         |                                    |
| 2011 | Quiz to Change the World      | MBC         | Convidada      | Com Kahi                           |
| 2011 | Weekly Idol                   | MBC Every 1 | Convidada      | Com Orange Caramel                 |
| 2011 | Gag Concert                   | KBS         | Convidada      | Com Uee e Raina                    |
| 2011 | 1000 Song Challenge           | SBS         | Convidada      | Com Jungah, Raina e E-Young        |
| 2012 | Tokyo Brand New Girls         |             | Fixed panelist |                                    |
| 2012 | Weekly Idol                   | MBC Every 1 | Convidada      | Com After School                   |
| 2012 | Chuseok Wrestling Special     |             | Convidada      | Com E-Young, Kaeun, Raina e Lizzy  |
| 2012 | Dream Team                    |             | Convidada      | Com E-Young, Raina e Jungah        |
| 2012 | This is Magic                 | MBC         | Convidada      | Com Raina                          |
| 2013 | Radio Star                    | MBC         | Convidada      | Com Lizzy                          |
| 2013 | ON! Faitin Korea              |             | Convidada      | Com Kaeun e Jooyeon                |
| 2013 | Hidden Singer                 | JTBC        |                | Com Jooyeon e Raina                |
| 2014 | Style Log                     |             | Membro         |                                    |
| 2014 | Roommate                      | SBS         | Membro fixo    |                                    |
| 2014 | Quiz to Change the World      | MBC         | Convidada      | Com Raina e Lizzy                  |
| 2014 | Beatles Code 3D               |             | Convidada      | Com Raina e Lizzy                  |
| 2014 | Muse Dress                    |             | Membro fixo    |                                    |
| 2015 | Roommate                      | SBS         | Membro fixo    |                                    |
| 2015 | Weekly Idol                   | MBC Every 1 | Guest          | Com Orange Caramel                 |
| 2015 | Seventeen Project             | MBC Music   | Guest          | Com After School, Episódio 6       |
| 2015 | Celebrity MasterChef Season 2 | Dragon TV   |                | Programa Chinês                    |
| 2016 | Radio Star                    | MBC         | Convidada      |                                    |
| 2016 | Real Men: Female Special      | MBC         | Convidada      | 4ª Temporada (episódios 146 e 147) |

### Participação em videoclipes
| Ano  | Título        | Artista   |
| ---- | ------------- | --------- |
| 2010 | "White Tears" | Eru       |
| 2010 | "Like A Fool" | Honey Dew |

## Prêmios e indicações
| Ano  | Prêmiação              | Categoria       | Trabalho indicado | Resultado |
| ---- | ---------------------- | --------------- | ----------------- | --------- |
| 2014 | Style Icon Awards      | K-Beauty Icon   | —                 | Venceu    |
| 2016 | 5th APAN Star Awards   | Atriz revelação | The Good Wife     | Indicado  |
| 2016 | 9th Korea Drama Awards | Atriz revelação | The Good Wife     | Indicado  |